# Bazus-Aure
Bazus-Aure è un comune francese di 137 abitanti situato nel dipartimento degli Alti Pirenei nella regione dell'Occitania.

## Società

### Evoluzione demografica
Abitanti censiti